# Индеев, Дмитрий Иннокентьевич
Дмитрий Иннокентьевич Индеев (1915, Беченчинский наслег ― 17 августа 1954, п. Кресты) ― участник Великой Отечественной войны, замполит роты, капитан.

## Биография
Родился в 1915 году в Беченчинском наслеге Ленского района Якутии. После учебы в средней школе в 1932 году окончил школу крестьянской молодежи в поселке Мухтуя.
Был направлен на учебу в советско-партийную школу в Якутске.
С 1934 по 1936 год работал заведующим начальной школой в городе Томмот и методистом районного отдела образования. В 1936 году его, как способного молодого работника, сначала выдвигают заведующим районным отделом образования, а впоследствии секретарем Аллах-Юньского райкома ВЛКСМ. С 1941 года работает инструктором сельскохозяйственного отдела Якутского обкома КПСС.
В июне 1941 года мобилизован в ряды Красной Армии. В том же году окончил курсы командного состава в городе Иркутск. Боевой путь начал в 136-м стрелковом полку 97-й стрелковой дивизии в составе 16-й армии, которая сражалась на Брянском направлении Западного фронта. В этой дивизии воевало немало солдат из Якутии.
В сентябре 1942 года назначен комиссаром отдельного стрелкового батальона 4-й отдельной лыжной бригады. С января по июнь 1943 года был заместителем командира роты по политчасти 1095-го стрелкового полка 324-й стрелковой дивизии.
Из архивных документов: «капитан Индеев Д. И. 23 и 24 февраля 1943 года, находясь вместе с бойцами в наступающей цепи, мужественно воевал под деревней Высокая. А в бою 3 марта первым ворвался с бойцами в траншеи противника и уничтожил со своим подразделением до 20 фашистов». За тот бой был награждён медалью «За боевые заслуги».
18 августа 1943 года был тяжело ранен и после лечения в госпитале демобилизован.
Умер 17 августа 1954 года в посёлке Кресты Усть-Янского района.